# 亞濟
49°32′27″N 23°5′33″E / 49.54083°N 23.09250°E
亞濟（烏克蘭語：Язи），是烏克蘭西部的村莊，隸屬利維夫州的桑比爾區。該村始建於1872年，面積3.07平方公里，海拔高度291米，2016年人口521，人口密度每平方公里210.1人。